# Croton sakamaliensis
Espèce
Croton sakamaliensis est une espèce de plantes à fleurs du genre Croton et de la famille des Euphorbiaceae, présente au centre-sud de Madagascar.
Il a pour synonyme :
- Croton sakamaliensis var. microphyllus, Leandri, 1939